# Uferstaudenflur

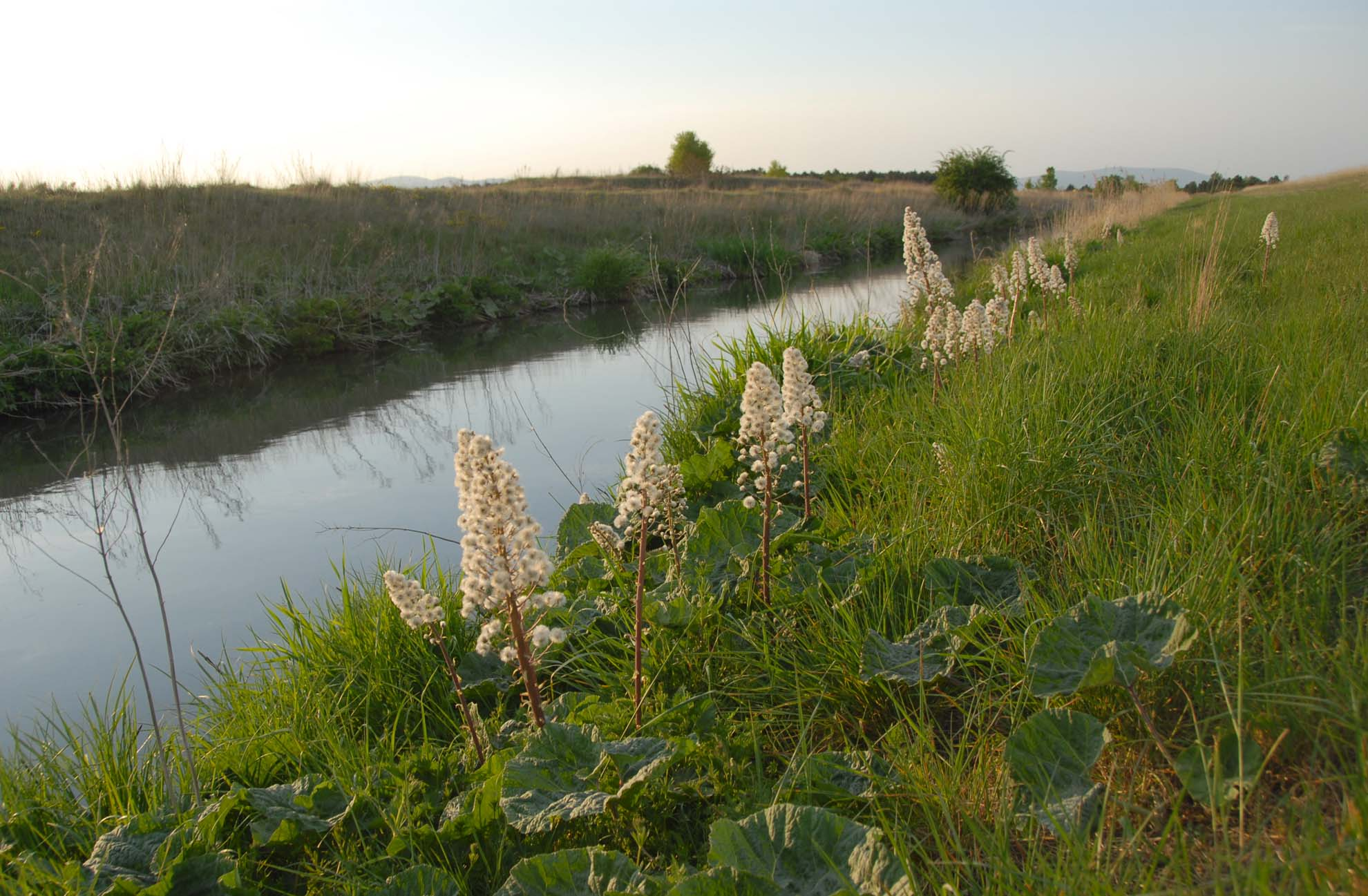
Pestwurz im Uferbereich

Uferstaudenfluren als Pflanzengesellschaften sind Hochstaudenfluren an Fließgewässer- und Altwasser-Ufern und weisen Pestwurzfluren (Chaerophyllo-Petasitetum), nitrophytische Uferstauden-, Saum- und Schleiergesellschaften (Convolvulion) auf.
Bei Standorten an naturnahen Fließgewässern oder Altwassern waren diese beispielsweise in Sachsen nach § 26 Sächsisches Naturschutzgesetz (SächsNatSchG, auch NatSchG-SN), gültig 2007 bis 2010, geschützt.
Seit 2010 wird der Schutz durch § 30 des Bundesnaturschutzgesetzes (BNatSchG) gewährleistet, ergänzt von den Landesnaturschutzgesetzen.